# Megacyllene powersi
Megacyllene powersi es una especie de escarabajo longicornio del género Megacyllene, tribu Clytini, subfamilia Cerambycinae. Fue descrita científicamente por Linsley y Chemsak en 1963.

## Descripción
Mide 10-18 milímetros de longitud.

## Distribución
Se distribuye por Canadá y Estados Unidos.